# 64분음표

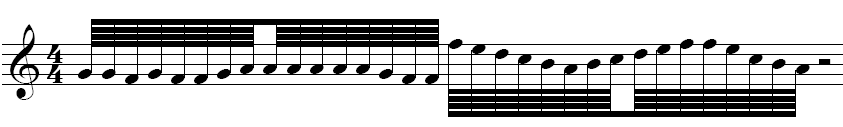

육십사분음표(문화어: 륙십사분소리표; 영어: sixty fourth note, hemidemisemiquaver)는 음표 가운데 하나로, 기둥과 4개의 꼬리가 달린 검은색 타원형이고, 4분음표의 16분의 1에 해당한다.

## 128팔분음표
백이십팔분음표(문화어: 백이십팔분소리표; 영어: one hundred twenty eighth note,)는 음표 가운데 하나로, 기둥과 5개의 꼬리가 달린 검은색 타원형이고, 4분음표의 32분의 1에 해당한다.

## 같이 보기
- 악상 기호